# ロマンピースを探して
『ロマンピースを探して』（ロマンピースをさがして）は、2012年1月21日にフリーウェアとしてふりーむ!において公開され、第7回ふりーむ!ゲームコンテストで長編RPG部門金賞を受賞したWOLF RPGエディター製のロールプレイングゲーム。最新版はver.1.02（2013年3月8日公開）となっている。

## 概要
主人公である冒険家のドレスが、魔法の絵「ロマングラム」の欠片である「ロマンピース」を探し求め、世界を冒険するというストーリーのファンタジー作品である。公式サイトでは「シンプル手軽な、ライトユーザー向けのゲーム」と説明されている。
本作はフリーシナリオRPGとされており、どのシナリオを先に選択するかはプレイヤーによって決められ、また仲間にするキャラクターも選ぶことができる。街中ではメニューによって移動や会話を行い、マップ画面から他の町やダンジョンへと移動できる。
ダンジョン内部は3Dによって表現されており、どの地点においても直ちに脱出することが可能となっている。消費アイテムとしてカードが存在し、それぞれ回復や敵への攻撃、戦闘の回避などの効果を持っているが、一度のダンジョン探索において使用できるのは5回までと制限されている。
敵との戦闘はランダムエンカウントによって発生する。戦闘システムはコマンド選択式のターン制バトルとなっており、フロントビュー画面において敵キャラクターを含む行動順がターンごとに表示される。コマンドとして「アクション」とアイテムのほかに「チャージ」と「隊列」が存在する。「チャージ」を選択すると次回の行動順は遅くなるが、防御や攻撃において効果が現れ、また強力な技が使用可能となる。「隊列」では、プレイヤーキャラクターを前衛と後衛のいずれかに配置できる。

## キャラクター
ドレス
主人公の冒険家。20歳の女性。剣術を得意とする。
シャーロット
魔法使いの少女。16歳。やや天然な性格。
ローズマリー
ドレスと仲良しの弓使い。27歳の女性。イケメン好き。
リード
ドレスの幼馴染である魔法使いの青年。20歳。考古学を好む。
ジョー
熱血で正義感の強い傭兵。24歳。騎士になることを夢見る。
オリオン
少年剣士。16歳。氷を操る魔法を用いる。
ノウ
信念に基づいて生きる行商人。30歳。銃を用いて戦う。
ベルナール
自由奔放な伯爵。27歳。音楽と女性を好む。

## 制作背景
作者である智之ノリは、多くの力作に埋もれないような「個性のある作品」を目指したと述べており、「水彩のテイストに合わせ、明るい雰囲気のストーリーになるよう」心がけ、「好奇心のおもむくままの冒険」の雰囲気を表現したとしている。本作は「ラフな水彩イラストの中を冒険できるRPG」というコンセプトで制作をはじめ、「水彩のダイナミックなグラデーションを表現」する手法に悩んだ結果、3Dダンジョンを探索するという形式になったと述べている。作品の構想から完成にいたるまで3年が経過しており、「もっと作り込みたい部分」も多くあったとしている。
なお智之ノリは、第3回ふりーむ!ゲームコンテストにおいて長編RPG部門賞を受賞した『オリエンタル サガ』の制作者でもある。

## 評価
窓の杜のコーナー「週末ゲーム」では、「水彩風のグラフィックが印象的な3DダンジョンRPG」として紹介され、「一緒に冒険する仲間を自由に選べる点や、テンポよく展開するシナリオでプレイヤーを飽きさせないのが魅力」と評されている。また仲間にできるキャラクターについて、「シナリオをこなしていく中でのセリフに性格が反映されているのが見どころ」であり、「連れていくキャラクターを変えて何度もプレイし、会話の変化などを試したくなる」とされている。
ふりーむ!ゲームコンテストでは、「水彩画をベースとして独特の世界観に統一」されていると評価されており、「古き良きファンタジーRPGのワクワク感」に満ちた作品と評されている。
ベクターの「新着ソフトレビュー」では、「自由度の高さが魅力」の作品であるが「シナリオ、戦闘システムともにライトユーザ向けに丁寧に作られている」と評価されている。「ストーリーはシンプルで決して長くはないが、個性豊かな登場キャラクタが織り成す会話は機知に富んでおり、読んでいて好感が持てた」と評され、また「キャラクタのイラストは、それぞれの個性がとてもよくわかるものだし、背景グラフィックは味のあるもので、見ていて飽きることがない」とされている。そして「ダンジョンの探索では、敵との戦闘以外に謎解き要素などもあり、さまざまな楽しみ方ができる」が、「テンポよくボスまでたどり着くことができ、手軽で遊びやすい」と評されている。